# Cinzia Bomoll

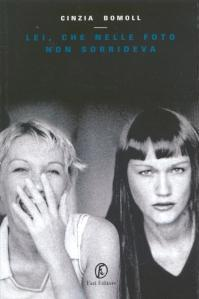
Romanzo d'esordio di Cinzia Bomoll, con autoritratti dell'autrice

Cinzia Bomoll (Castelfranco Emilia, 21 settembre 1979) è una scrittrice, sceneggiatrice e regista italiana.

## Biografia
Esordisce giovanissima come scrittrice  con Stile Libero (Einaudi) nel 1998, nell'antologia Quello che ho da dirvi curata da Giulio Mozzi. Realizza diversi cortometraggi: Gara di resistenza con Emidio Clementi del gruppo musicale Massimo Volume, ll Contrattempo e Aperto, con  Enrico Lucci. Si laurea in Scienze della formazione all'Università di Bologna, e si trasferisce a Roma dove frequenta Raiscript, e la scuola di fiction Mediaset.
Nel 2006 Fazi Editore pubblica il romanzo Lei che nelle foto non sorrideva. Nel 2007 scrive, dirige il lungometraggio, Il segreto di Rahil, con Lorenza Indovina, Giorgio Faletti, Serra Yılmaz, distribuito in Stati Uniti e Canada.      
Nel 2011 realizza il musical Balla con noi prodotto da Giannandrea Pecorelli Rai Cinema, scritto da Massimiliano Bruno, con Alice Bellagamba, Massimo Ciavarro, Mascia Musy, Andrea Montovoli.
Negli anni seguenti è autrice e regista per Rai. Fazi Editore pubblica Sessantanove, romanzo storico ambientato nella Torino dell'Autunno caldo, e Ianieri editore pubblica il romanzo Cuori A Spigoli. Nel 2020 vince il Premio Solinas Italia-Spagna.
Nel 2022 scrive e dirige La California con Piera degli Esposti, Alfredo Castro, Lodo Guenzi, Eleonora Giovanardi, Alfredo Castro (attore),  Giulia Provvedi, Silvia Provvedi, Andrea Roncato, Stefano Pesce, Angela Baraldi, Nina Zilli distribuito da Officine UBU. Il film vince come miglior film straniero al Beverly Hills Film Festival 2023, e Nina Zilli il Women in Cinema Award durante il Festa del Cinema di Roma.
L'editore Ponte alle Grazie pubblica La ragazza che non c'era, e nel 2023, Non dire gatto. Nel 2024 è docente del corso "Dallo script al Film" alla Scuola Holden di Torino. Realizza come regista il videoclip di Nina Zilli, Questa Felicità. Con l'editore Ponte alle Grazie esce Il sangue non mente, che giunge in cinquina finalista al Premio Scerbanenco 2024 e si classifica al primo posto nella sezione crime del Premio Nabokov 2024.
Nel 2025 cura la regia teatrale di "Paura ti butto via!" con Piera Vitali, Annalisa Galvagni, Deborah Vico sotto la direzione artistica di Francesca F. Fellini.

## Pubblicazioni

### Romanzi
- Lei che nelle foto non sorrideva, Fazi Editore, 2006.
- Sessantanove, Fazi Editore, 2011.
- Cuori a spigoli, Ianieri edizioni, 2019.
- La ragazza che non c'era, Ponte alle Grazie, 2022.
- Non dire gatto,  Ponte alle Grazie, 2023.
- Il sangue non mente, Ponte alle Grazie, 2024

### Racconti in antologie
- Sfiga senza fuga, racconto nell'antologia Quello che ho da dirvi,  Stile Libero (Einaudi), 1998.
- Sbologna, racconto nell'antologia Gli intemperanti, Meridiano Zero (editore), 2003.
- Lettera a Giulio Andreotti, racconto nell'antologia I nostri ponti hanno un'anima, voi no, Fazi Editore, 2007.
- Venti Minuti, racconto nell'antologia Pensiero Madre, Neo. Edizioni, 2016.

## Filmografia

### Cinema

#### Sceneggiatrice e regista
- Gara di resistenza - cortometraggio
- Il contrattempo - cortometraggio
- Aperto  - cortometraggio
- Mr. Deliciuos - cortometraggio
- Il segreto di Rahil (2007)
- A ciascuno il tuo  - cortometraggio (2009)
- Balla con noi - Let's dance (2011)
- Emilia paranoica  - cortometraggio (2013)
- La California (2022)

### Televisione

#### Autrice
- Indovina chi viene a cena, Rai 2 - regista esterne
- Notre-Dame de Paris - diretta tv e DVD
- Le Iene (programma televisivo), Italia 1
- Anni Luce, LA7

### Videoclip

#### Regista
- You'll never die 4 me?, dei Cut
- Questa felicità, Nina Zilli (2024)